# Wanz
Michael Wansley (Seattle,9 de outubro de 1961), mais conhecido pelos seus nomes artísticos TeeWanz e Wanz, é um cantor nascido nos Estados Unidos. Em 2012, fez uma participação na faixa "Thrift Shop" da dupla conterrânea Macklemore & Ryan Lewis. O single alcançou o topo das tabelas de mais de treze países, e até setembro de 2013, já havia vendido mais de 7 milhões de cópias em sua nação de origem.